# Cinque Nazioni 1913
Il Cinque Nazioni 1913 (in inglese 1913 Five Nations Championship; in francese Tournoi des Cinq Nations 1913; in gallese Pencampwriaeth y Pum Gwlad 1913) fu la 4ª edizione del torneo annuale di rugby a 15 tra le squadre nazionali di Francia, Galles, Inghilterra, Irlanda e Scozia, nonché la 31ª in assoluto considerando anche le edizioni dell'Home Nations Championship.
Il torneo fu appannaggio, per l'ottava volta, dell'Inghilterra che, nell'occasione, conquistò nella stessa giornata, la sua ultima, sia il Grande Slam che, incluso in esso, il Triple Crown che, infine, la Calcutta Cup.
Terzo whitewash, secondo consecutivo, invece, per la Francia, con solo una partita vinta dall'ingresso nel torneo.
Il valore delle marcature, come stabilito dall’IRFB nel 1905, era: 3 punti per ciascuna meta (5 se trasformata), 3 punti per la realizzazione di ciascun calcio piazzato o mark, 4 punti per la realizzazione di ciascun drop.

## Nazionali partecipanti e sedi
| Squadra     | Città           | Impianto interno         |
| ----------- | --------------- | ------------------------ |
| Francia     | Parigi          | Parco dei Principi       |
| Galles      | Cardiff Swansea | Arms Park St. Helen's    |
| Inghilterra | Londra          | Twickenham               |
| Irlanda     | Cork Dublino    | Mardyke Lansdowne Road   |
| Scozia      | Edimburgo       | Inverleith Sports Ground |

## Risultati
| Arbitro: | Bim Baxter |

|         |    |                        |
| Sebedio | mt | Gordon (2) Stewart (3) |
|         | tr | Turner (3)             |

| Arbitro: | Sam Crawford |

|  |      |                |
|  | mt   | Coates Pillman |
|  | tr   | Greenwood      |
|  | drop | Poulton-Palmer |

| Arbitro: | Jack Games |

|                                       |    |  |
| Coates (3) Pillman (2) Poulton-Palmer | mt |  |
| Greenwood Città=Londra                | tr |  |

| Arbitro: | Sam Crawford |

|  |    |                  |
|  | mt | J. Jones J Lewis |
|  | tr | J. Lewis         |

| Arbitro: | James Greenlees |

|       |      |                           |
|       | mt   | Coates (2) Pillman Ritson |
|       | c.p. | Greenwood                 |
| Lloyd | drop |                           |

| Arbitro: | Bim Baxter |

|                                |      |                |
| Bowie Purves Stewart (4) Usher | mt   | Schutez Stokes |
| Turner (4)                     | tr   | Lloyd (2)      |
|                                | drop | Lloyd          |

| Arbitro: | Jack Miles |

|                |    |                                |
| André Failliot | mt | A. Davies J. Lewis T. Williams |
| Struxiano      | tr | J. Lewis                       |

| Arbitro: | J.G. Cunningham |

|                       |      |               |
| J. Jones B. Lewis (2) | mt   | Quinn Stewart |
| Bancroft (2)          | tr   | Lloyd (2)     |
| Bancroft              | c.p. | Lloyd         |

| Arbitro: | Tom Schofield |

|       |    |  |
| Brown | mt |  |

| Arbitro: | Jack Miles |

|                                 |    |  |
| Patterson Quinn (3) Tyrrell (2) | mt |  |
| Lloyd (3)                       | tr |  |

## Classifica
| Pos | Squadra     | G | V | N | P | PF | PS | DP  | Pt |
| --- | ----------- | - | - | - | - | -- | -- | --- | -- |
| 1   | Inghilterra | 4 | 4 | 0 | 0 | 50 | 4  | +46 | 8  |
| 2   | Galles      | 4 | 3 | 0 | 1 | 35 | 33 | +2  | 6  |
| 3   | Scozia      | 4 | 2 | 0 | 2 | 50 | 28 | +22 | 4  |
| 4   | Irlanda     | 4 | 1 | 0 | 3 | 55 | 60 | −5  | 2  |
| 5   | Francia     | 4 | 0 | 0 | 4 | 11 | 76 | −65 | 0  |